# Salzburgarena
Die Salzburgarena in der österreichischen Landeshauptstadt Salzburg ist eine multifunktionale Halle und befindet sich im Stadtteil Liefering. Als Veranstaltungsort für Konzerte und Sportereignisse bietet sie, je nach Bestuhlung und Tribünenkonfiguration, Platz für bis zu 4.900 Personen. Die Halle mit der größten selbsttragenden Holzdachkonstruktion Österreichs befindet sich auf dem Gelände des Messezentrums Salzburg und wird daher auch bei Messeveranstaltungen genutzt.

## Technische Daten

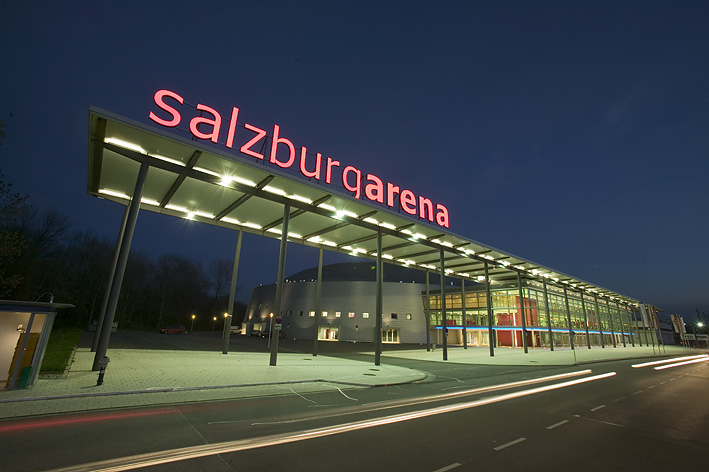
Salzburgarena

- Variable Kapazität: bis zu 5.900 Besucher (inkl. Stehkonzerte)
- Gesamtlänge Arena: 118,16 m
- Gesamtbreite ohne Vorbau: 89,38 m
- Gesamtbreite mit Vorbau: 103,34 m
- Bruttogrundfläche: 21.068,05 m²
- Bruttorauminhalt: 179.399,11 m³
- bebaute Fläche: 10.745 m²
- Gesamtnutzungsfläche: max. 2.545 m² Aktionsfläche

Die Salzburgarena ist eine Blackbox (d. h. ohne Tageslicht) und säulenfrei.

## Verkehr
Die Salzburgarena ist mit der Obuslinie 1 umsteigefrei vom Hauptbahnhof und vom Zentrum aus erreichbar. Die Linie verkehrt werktags im 10-Minuten-Takt und wird bei Veranstaltungen über eine eigens dafür errichtete Oberleitungsschleife bis unmittelbar vor den Haupteingang der Arena geführt. Zu den Veranstaltungszeiten wird das Intervall entsprechend verdichtet und die jeweilige Eintrittskarte gilt als Fahrschein.